# Randai (theater)

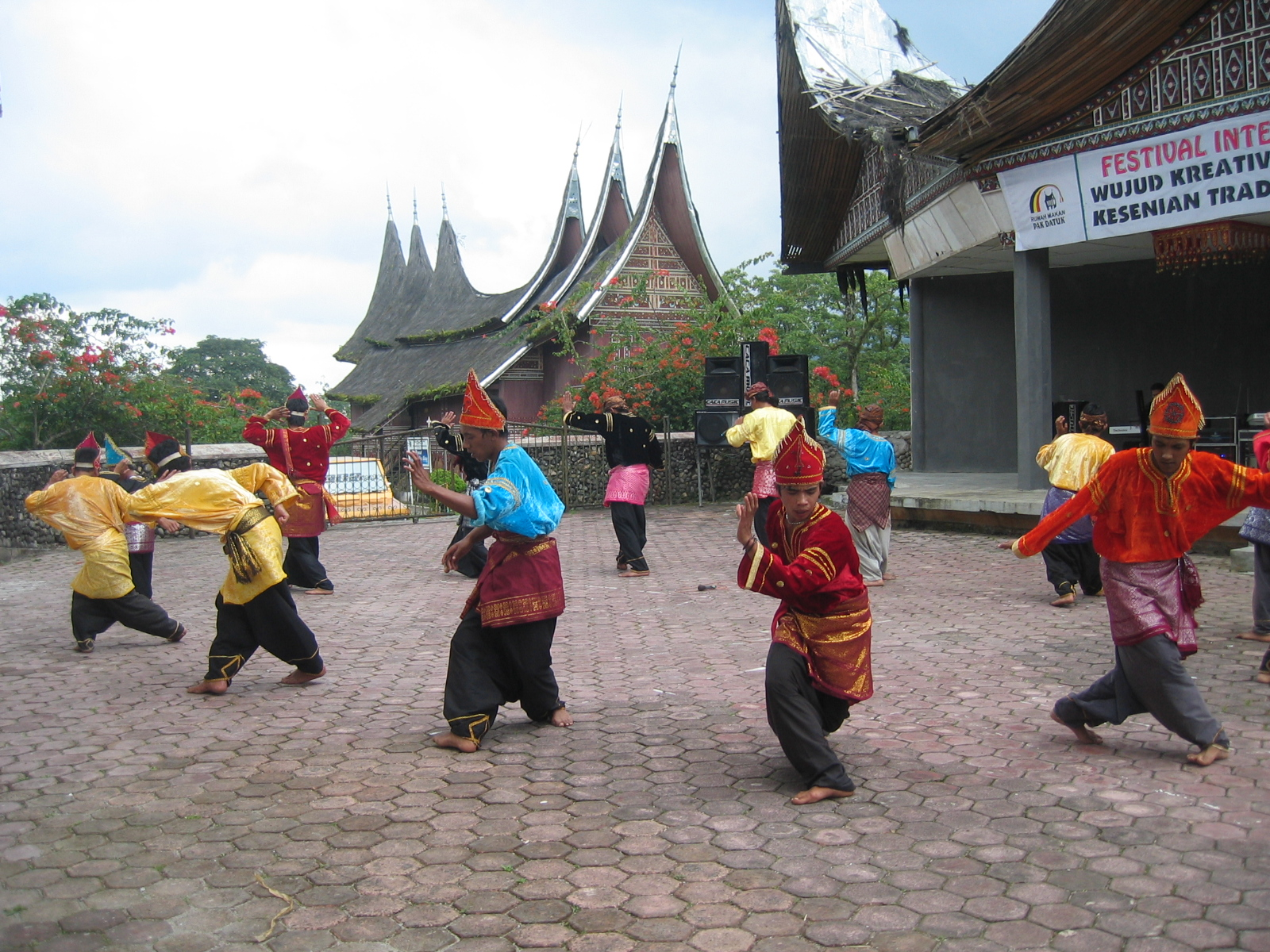
Randai-uitvoering

Randai is een theatervorm van de Minangkabau van West-Sumatra, Indonesië. Randai schijnt zo rond 1930 ontstaan te zijn maar staat bekend als traditionele theatervorm.
Randai-acteurs spelen hun rol in kostuums gebaseerd op de traditionele kledij. De theaterstukken zijn meestal gebaseerd op semi-historische legenden (kaba) van de Minangkabau. De dansvormen zijn gestileerde bewegingen afkomstig van de traditionele Minangkabause vechtkunst, silek.
Afwisselend wordt er gezongen terwijl er (in een kring) gedanst wordt en gesproken door de acteurs terwijl de dansers in een kring zitten. Tijdens de gesproken delen wordt er ook (zachtere) muziek gespeeld.
De muziek die bij randai ten gehore wordt gebracht, maakt gebruik van traditionele melodieën en teksten. Elke regio heeft zijn eigen karakteristieke melodieën. Men maakt gebruik van de saluang (een bamboefluit), slaginstrumenten (dendang, talempong) en andere instrumenten.
Vroeger werden alle rollen (dus ook de vrouwelijke) uitsluitend door mannen vertolkt. Tegenwoordig spelen vrouwen ook gewoon mee.

## Uitvoering
|  |  |